# Цветелин Цолов
Цветелин Цолов е български футболист. Роден на 16 януари 1990 г. в град Ботевград. Юноша на ЦСКА София.